# 回転性めまい
回転性めまい（かいてんせいめまい、英：vertigo）とは、多くは前庭神経や三半規管の異常により、実際は体は静止しているにもかかわらず、脳幹より中枢に体が回転しているとの間違った情報が送られることにより、自分があたかも実際に回転しているように錯覚する状態のことを指す。
周囲の景色が回転するのは、実際に回転している時に人間が一点を見つめるような反射（前庭眼反射）があるためである。前庭眼反射により回転性めまいが生じているときには、眼振と呼ばれる左右に規則的に動くような眼球運動が生じる。この一連の回転性めまいは、遊園地でコーヒーカップに乗ったときや家でぐるぐると横方向に回転した直後などに、眼振とふらつきといった形で数十秒であるが簡単に体験することができる。また、回転性めまいが生じたときに嘔気や嘔吐が生じることを前庭自律神経反射と呼ぶ。

## 回転性めまいをきたす疾患
末梢性めまい
- 良性発作性頭位めまい症
- 前庭神経炎
- 突発性難聴
- メニエール病

中枢性めまい
- 橋上部外側症候群
- 橋下部外側症候群
- 延髄外側症候群
- （椎骨脳底動脈循環不全）